# Krešimir Gorša
Krešimir Gorša (Zagabria, 11 luglio 1993) è un ex giocatore di football americano croato che ha giocato nel ruolo di runningback.